# Lioptilodes brasilicus
Lioptilodes brasilicus là một loài bướm đêm thuộc chi Lioptilodes, có ở Argentina và Brasil. Loài bướm này bay vào tháng 10, và có sải cánh khoảng 21-22 milimét.